# Yannic Voigt
Yannic Voigt (* 27. Oktober 2002 in Rodewisch) ist ein deutscher Fußballspieler.

## Karriere
Nach seinen Anfängen in der Jugend des FC Erzgebirge Aue wechselte er im Sommer 2017 in die Jugendabteilung des VfB Auerbach. Für seinen Verein kam er in der Regionalliga Nordost bis zum Saisonabbruch in Folge der COVID-19-Pandemie auf insgesamt 11 Spiele und er erzielte dabei 3 Tore.
Im Sommer 2021 erfolgte sein Wechsel zum Drittligisten FSV Zwickau. Dort kam er auch zu seinem ersten Einsatz im Profibereich, als er am 24. Juli 2021, dem 1. Spieltag, bei der 1:2-Heimniederlage gegen Borussia Dortmund II in der 46. Spielminute für Dustin Willms eingewechselt wurde. Nach dem Abstieg seines Vereins verlängerte er im Sommer 2023 seinen Vertrag um zwei Jahre. Im Sommer 2025 wird er den Verein verlassen.